# 中環中心

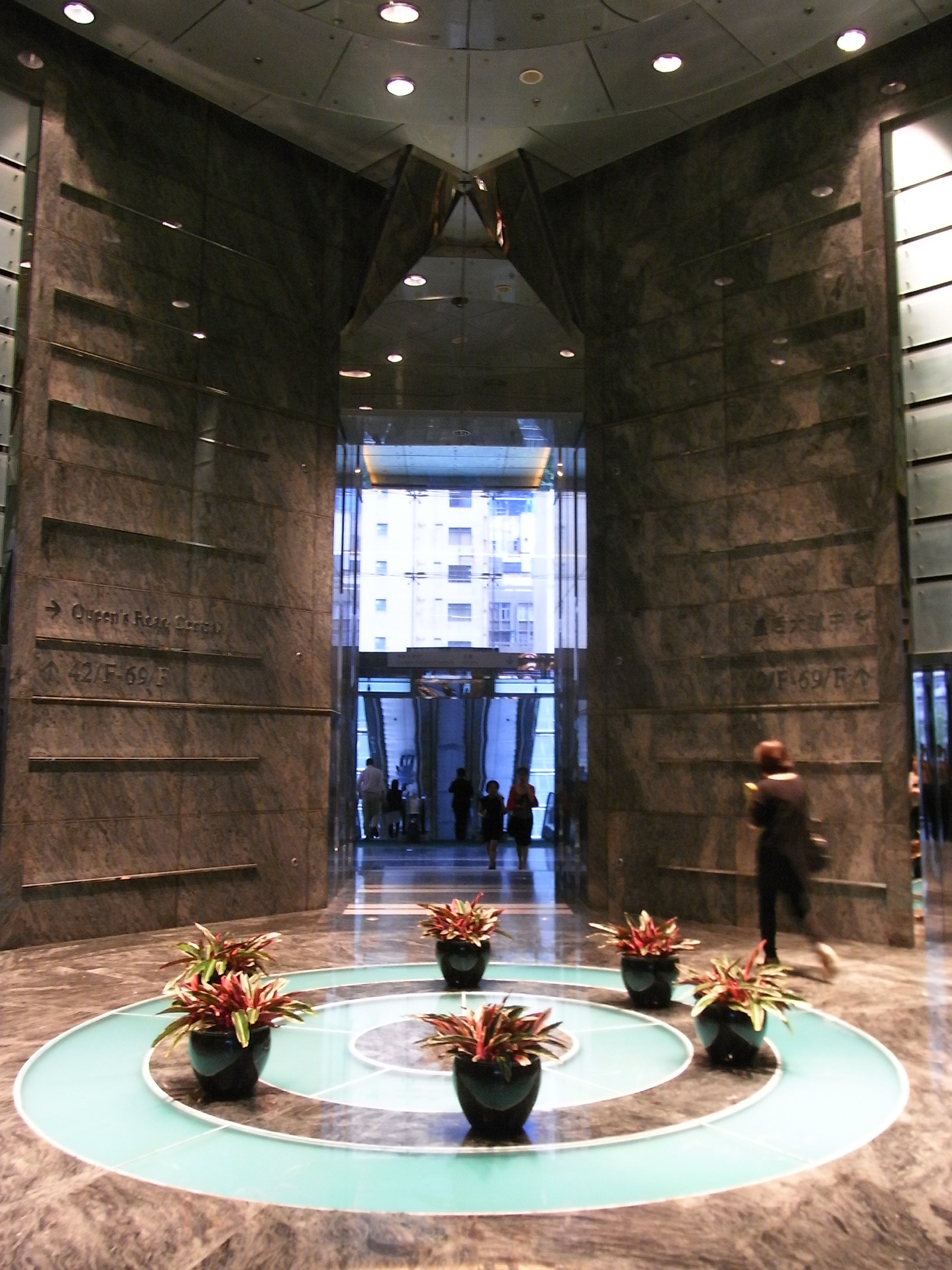
6樓寫字樓大堂

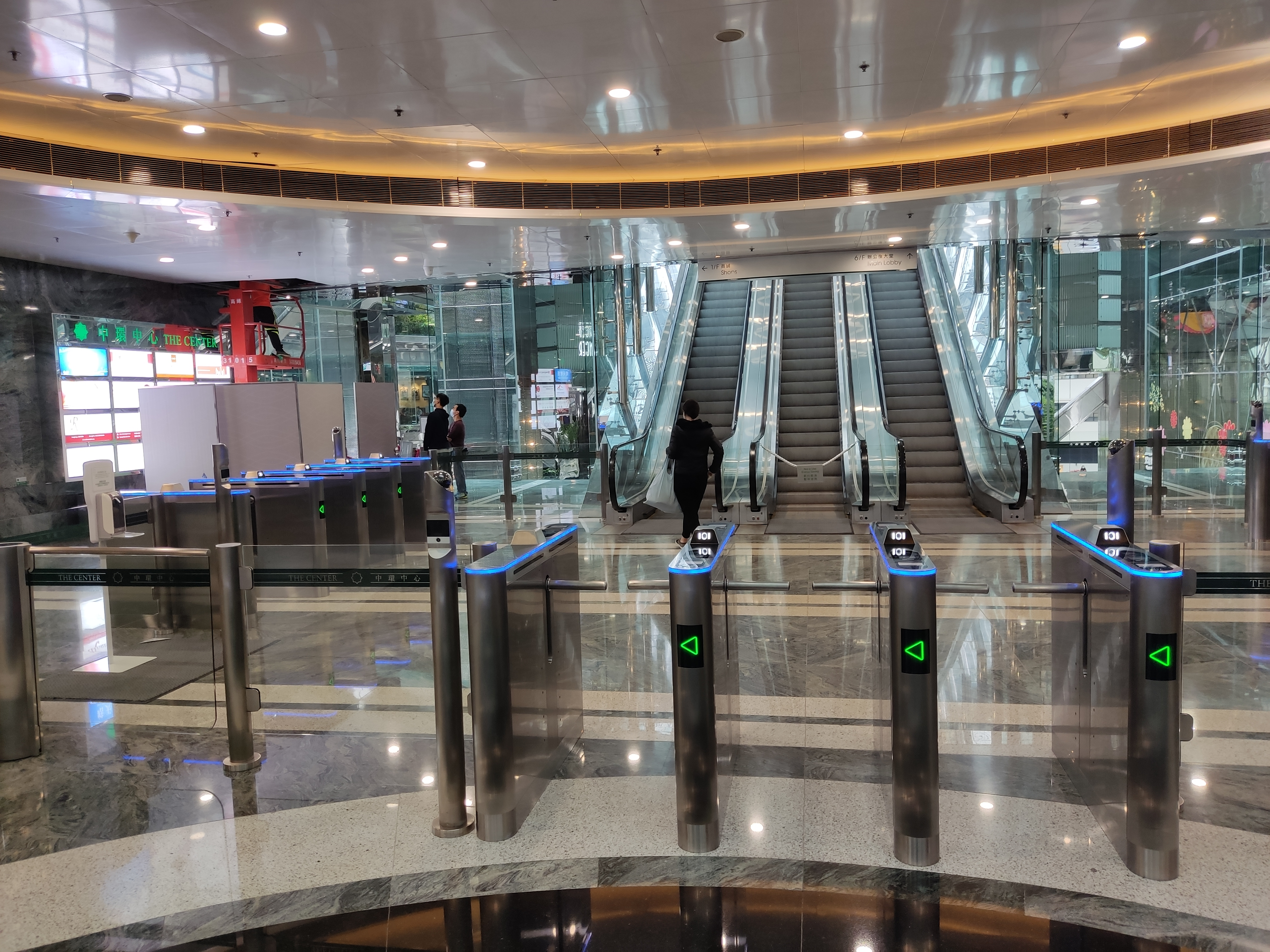
大廈於2021年加裝閘機

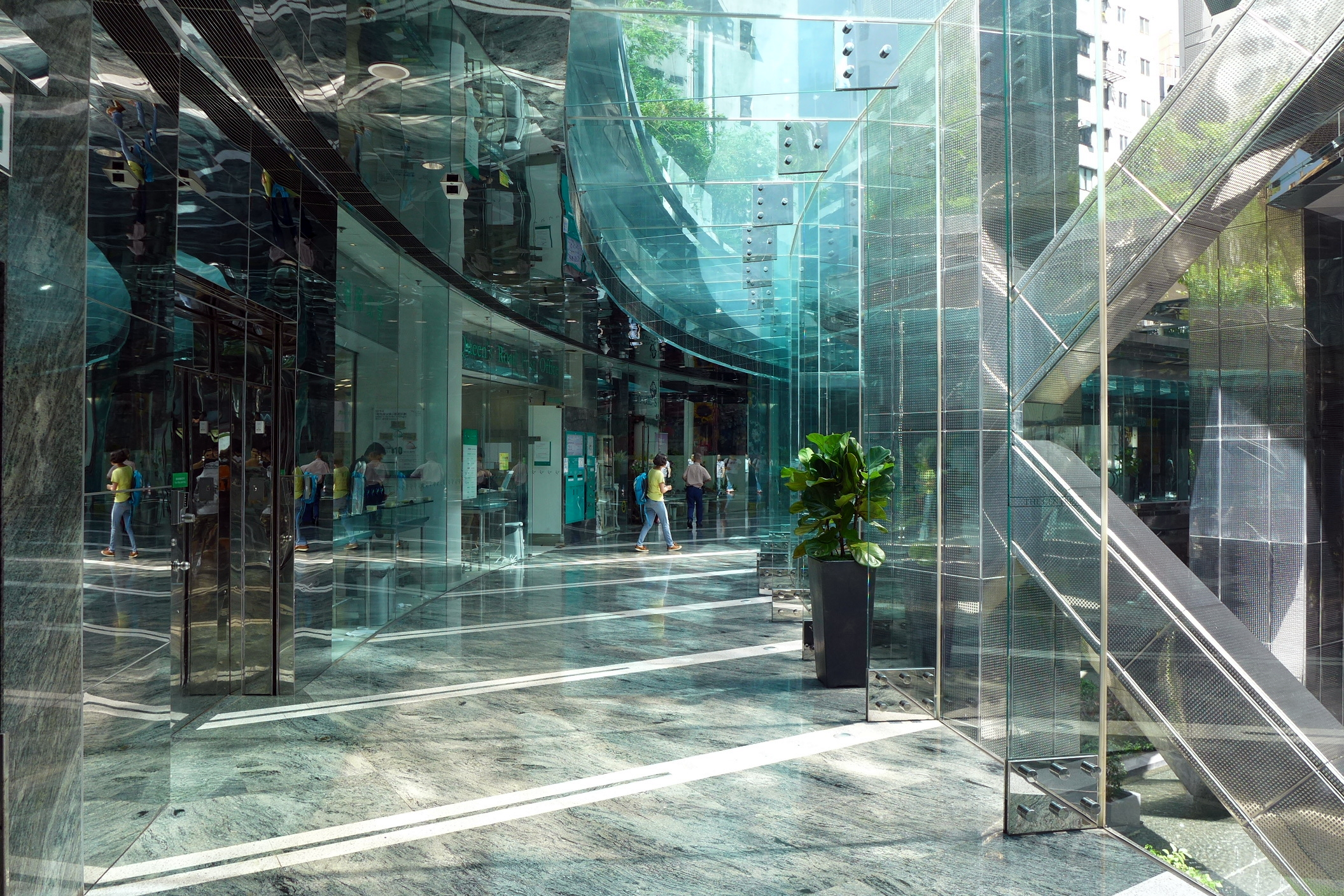
1樓商場通道

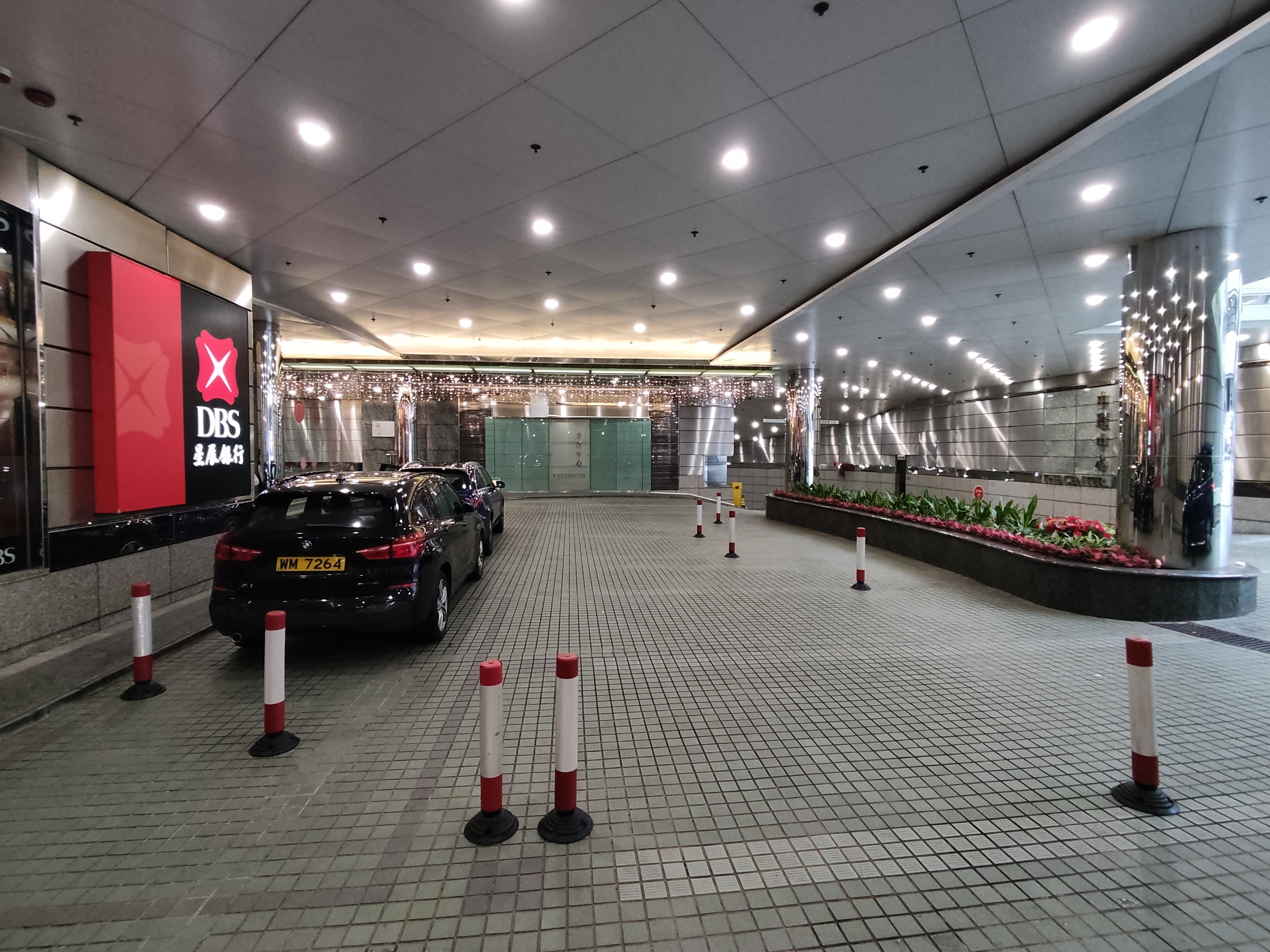
上落客區

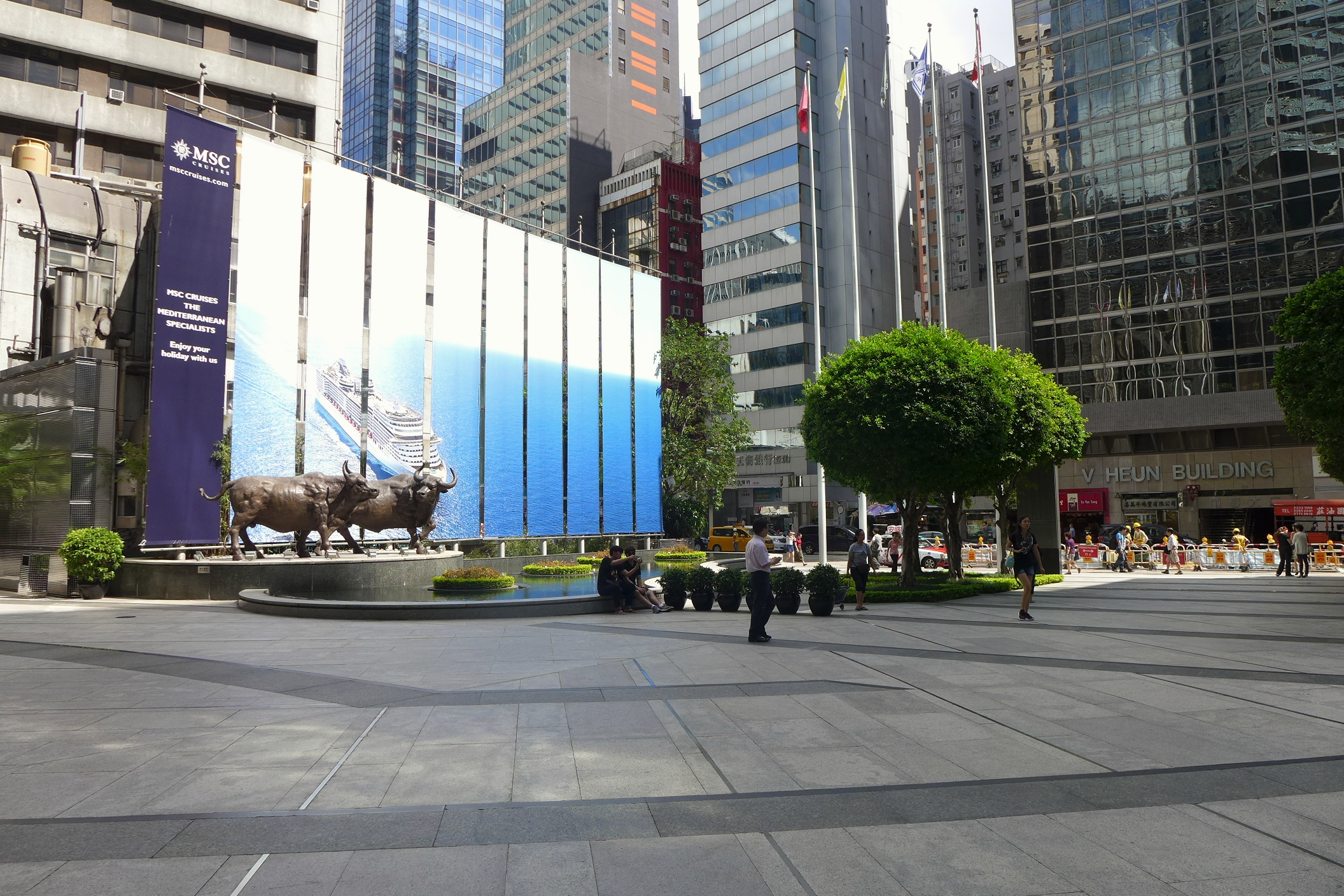
戶外廣場

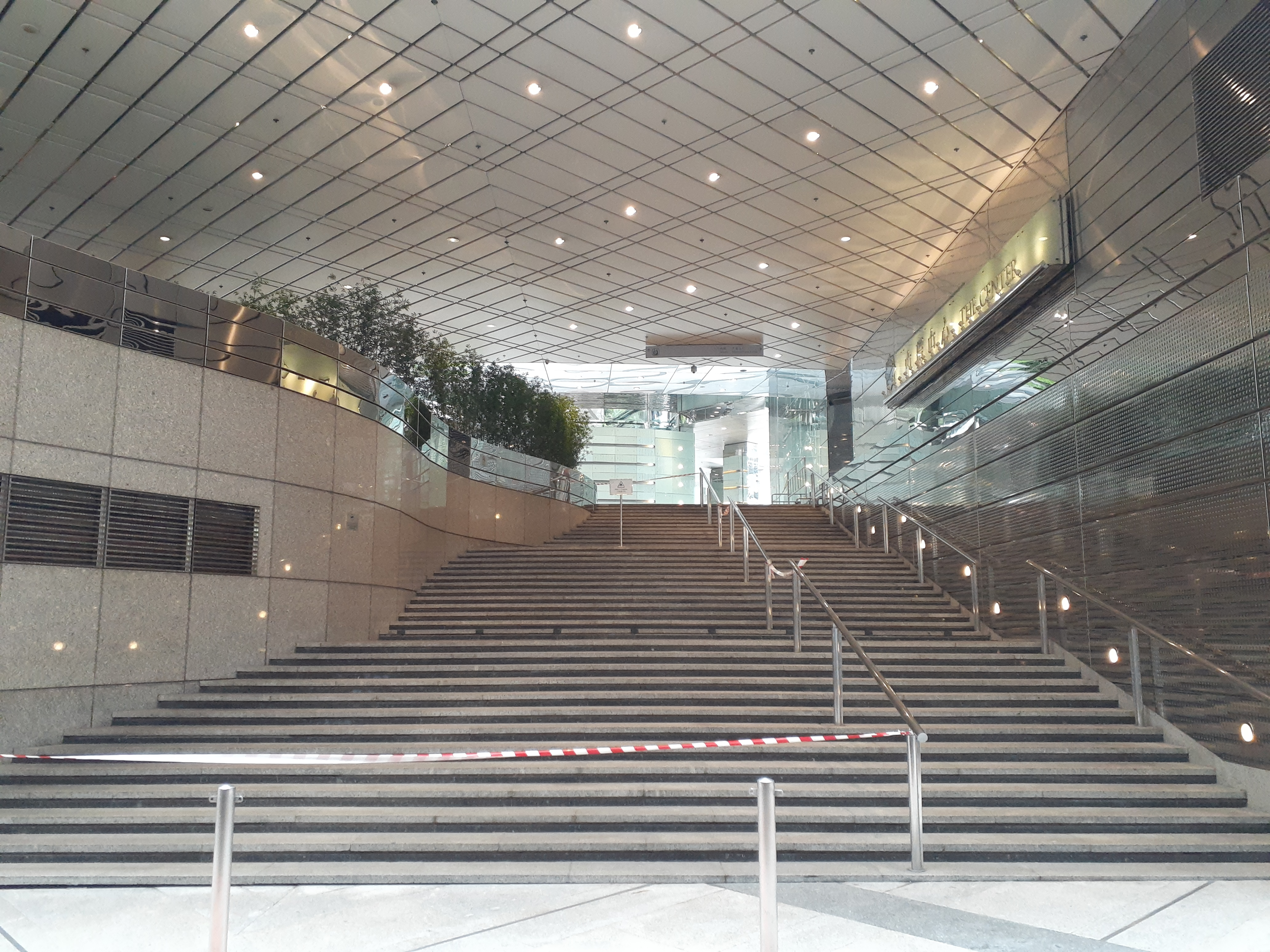
往機利文新街的大樓梯

中環中心（英語：The Center）是香港第五高樓，世界第64高樓，樓高346米，樓高69層，次於環球貿易廣場、國際金融中心、中環廣場和中銀大廈，1998年落成，佔地達十萬平方呎，提供逾140萬平方呎樓面面積。它位於中西區的皇后大道中，港鐵中環站、上環站交界處，是土地發展公司重建項目，由長江實業發展，建築師為劉榮廣伍振民建築師事務所。目前最大業主為世茂房地產主席許榮茂及金利豐主席朱李月華，寫字樓商戶包括星展銀行（DBS）、領航投資（Vanguard）、晨星公司（Morningstar）等。

## 歷史
中環中心範圍包括皇后大道中、租庇利街、興隆街、同文街、機利文街及俗稱「花布街」的永安街。此區是香港開埠初期開發較早的中心商業區，至1980年代嚴重老化。有見及此，1988年土地發展公司決定重建此區，改善環境，收地到建成歷時12年。
長實曾考慮以中環中心頂層作主席辦公室，有傳頂層間隔與長實的總部類似，樓底高，有空氣清新設備和高科技設施，更有淋浴間。大廈早年租客要由主席李嘉誠親自挑選，李亦曾表示，除價錢外，也會重視買家的身份及業務合作的可能性。

## 建築設計

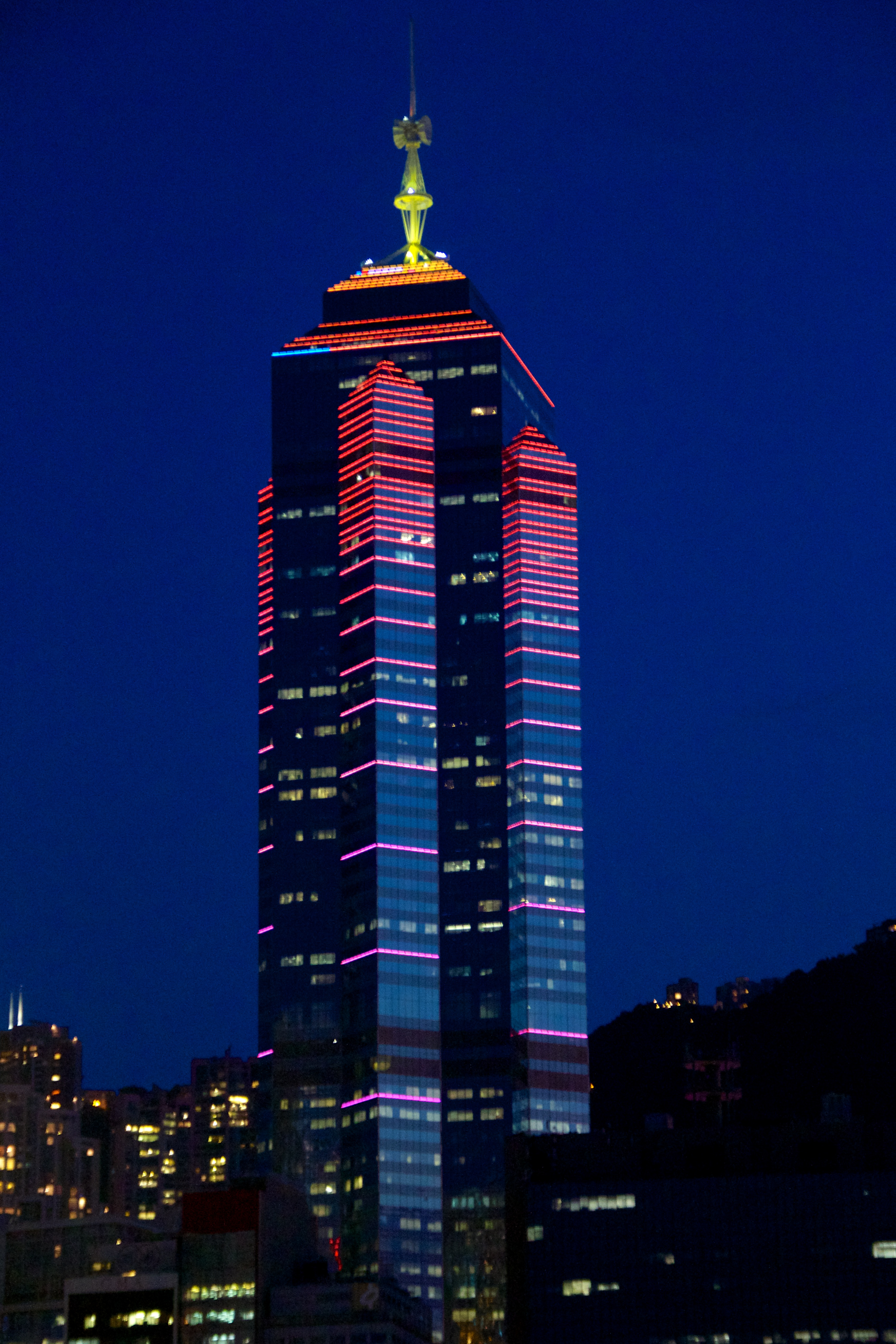
中環中心晚間亮超的霓虹燈

地盤面積雖然超過一百萬呎，但被週邊大廈重重包圍，面對住其他大廈的後巷，景觀惡劣，晚上便會被四周圍大廈的燈光遮蓋著，消失於無形。建築師設計時將兩個四方形重疊，做成一個富有伊斯蘭教特色的八角星形的設計，能夠用盡地方。
中環中心屬全鋼架建築，大廈並無混凝土核心。此外為避開四周大廈的後巷，建築師利用凸有方型圖案不鏽鋼鋼架將整幢大廈架起20–30米，令大廈低層單位減少侷促感，避開欠佳的景觀，同時感覺更高科技和富時代感。
中環中心落成時為世界上首個設有可變色光纖霓虹燈設計作為裝飾的摩天大樓，合共有140多種花款經電腦操控的燈飾。不單建築外牆，連大堂內亦大量採用漸變光管裝飾，加強高科技感覺。設計大廈外牆玻璃幕的時候，為讓外牆的光管更耐用，特地預留兩呎深坑收藏光管，令建築成本大大提高，不過這設計同時解決外牆燈光干擾室內的情況。
中環中心的1樓商場有「皇后大道郵政局」（該郵局於2017年10月21日關閉）、新城電台中環直播室。中環中心為幻彩詠香江參與匯演建築物之一。長實及土地發展公司合共持有120萬平方呎。
寫字樓部分由6樓起，至最高79樓，共分7個區域。區域一至三設於42樓以下；而最高的區域七，為72至79樓，屬物業最優質樓層。上班一族若要前往較高樓層，需在42樓轉升降機。大廈內的東芝升降機，是該品牌在香港行機程最長的升降機，更曾經是香港境內最高速的升降機（每秒12米或每小時43.1公里，現時已調較至每秒8米或每小時28.8公里）。

## 可持續發展通風系統
利用提升式地台（Raised Floor System），中環中心引進 AET Flexible Space「地下送風式」空調系統（Under Floor Air Conditioning System），其優點為節省能源及成本，提供優良的工作環境以及良好空氣質素。中環中心已屢次榮獲「卓越級」優質室內空氣質素獎狀。

## 設施
- 已預先鋪設提升地台﹑智慧型中樞網絡及結構性電纜系統
- 包括38個貨物起卸車位，方便直達運貨升降機。
- 停車場共分3層，提供400多個泊車位。另設行政人員專用泊車位及升降機，直達各主要樓層。
- 大廈於2021年在6樓加裝閘機，以提升保安管理能力。

## 入駐公司列表
由於中環中心落成時正值香港經濟衰退時期，長實為盡快吸納租戶，曾以較長免租期吸引租客租用高層單位，並吸納多家金融業及律師樓租戶，共租出近五萬平方呎樓面。當年以面值27至28元租出部分中環中心高層單位，若租約期為三年可獲一年免租期，故實際每呎租金只為20元。早期租戶包括土地發展公司、奧美廣告集團、時富投資集團、韓國三星集團、現代集團、康和證券（香港）、金城證券、中亞證券、中國電信、萬順昌集團、iLink.net、葉嘉楝關朗儀律師事務所及馮元鉞律師行。但於2001年，科網熱潮冷卻，經濟持續放緩，不少租戶轉租上環、西環較平、較細的單位，空置樓面增加。
本大廈42樓及頂層曾設全海景餐廳，目前已結業。
以下為商戶名單：
- 9樓：皓天財經[4]
- 10–11樓：星展銀行
- 12樓：茂宸證券（1201室）
- 15樓：能源國際投資（1508室）、Hui & Lam Solicitors LLP.（1506室–1507室）
- 16樓–18樓：星展銀行
- 19樓：植齒及頜面外科中心（Dental Implant & Maxillofacial Centre）（1901室–1905室）、Oliver James Associates（1906室–1907室）、碧桂園（1908室–1910室）
- 20樓：SuperDerivatives Inc.（2001室–2005室）、G. H. Financials（Hong Kong）Ltd.（2007室）、Preqin（2011–12室）
- 23樓：財訊傳媒（2301室–2303室）
- 26樓：域高金融
- 27樓：Advantage Partners（2710室）
- 30樓：佳兆業集團
- 31樓：
- 32樓：萬方家族辦公室
- 33樓：Bravia Capital Advisors（HK）Limited（3301室）、Ace & Company（3312室）
- 35樓：Harneys（3501室）、海爾電器集團（3513室）、Solomann Asia Pacific（3511室）
- 36樓：Formax Capital Market（3610室）
- 37樓：
- 42樓：華泰金融（4201室）、中環專科（4202室–4203室）
- 43樓：惠理集團
- 45樓：
- 46樓：Rockhampton Management（4605室–4606室）、Palm Mason Hong Kong（4607室–4611室）
- 47樓：中國多金屬礦業（4712室）
- 48樓：Bela Offices
- 50樓：豐隆銀行（Hong Leong Bank Malaysia）、國浩集團
- 53樓：Maples Fiduciary Services（5301室）
- 55樓：置富產業信託（5508至5510室）
- 56樓：CAA Resources Limited（5602室）、穆迪分析（5605室–5610室）、中國能源開發控股（5611室–5612室）
- 57樓：羅拔臣律師事務所、Ocean Plus Holdings（5705室）、綠地香港（5711室）
- 58樓：華泰金融（5808室–5812室）
- 59樓：阿利傑斯集團（英语：Allegis Group）、金融時報（5905室–5912室）
- 60樓：中國移動
- 61樓：弘陽地產
- 62樓：華泰金融
- 63樓：Tora Trading Services Limited（6305室–6306室）
- 65樓：復星資產管理、長城環亞控股（6507室–6510室）
- 66樓：雷格斯 (Regus)
- 67樓：
- 68樓：晨星公司（Morningstar）
- 72樓：金利豐金融
- 73樓：星展銀行
- 75樓：中國聯通、中國聯合網絡通信（香港）、中國聯通（香港），月租約146萬元，呎租約61元，租約期至2027年6月份。
- 76樓：世茂集團旗下共享辦公室The Center Space[5]
- 77樓：豐德資本、綠色能源科技

### 業主佈局
為方便展示，以下例表只包括寫字樓部分2018年4月經中國港澳台僑和平發展亞洲地產有限公司分派樓層到各投資者後的轉手記錄。
| 中環中心主樓業主樓層配置表 | 中環中心主樓業主樓層配置表                                                           |
| 樓層                       | 設施／業主                                                                           |
| 頂部                       | 頂部                                                                                 |
| -------------------------- | ------------------------------------------------------------------------------------ |
| 79                         | 石金禹                                                                               |
| 78                         | 馬亞木                                                                               |
| 77                         | 盧文端                                                                               |
| 76                         | 許榮茂                                                                               |
| 75                         | 陳秉志（已出售給星展銀行）                                                           |
| 73                         | 星展銀行                                                                             |
| 72                         | 朱李月華                                                                             |
| 68–69                      | 馬亞木                                                                               |
| 67                         | 陳秉志                                                                               |
| 66                         | 陳秉志（已出售給星展銀行）                                                           |
| 65                         | 朱李月華                                                                             |
| 62                         | 許薇薇（許榮茂女兒）                                                                 |
| 61                         | 朱李月華                                                                             |
| 60                         | 中國移動                                                                             |
| 59                         | 朱李月華                                                                             |
| 58                         | 盧文端（已出售給禹洲地產）                                                           |
| 57                         | 朱李月華                                                                             |
| 55–56                      | 許榮茂                                                                               |
| 51–53                      | 馬亞木                                                                               |
| 50                         | 張順宜（已出售給國浩集團）                                                           |
| 49                         | 張順宜（已出售給合生創展）                                                           |
| 48                         | 陳秉志（已出售給合生創展）                                                           |
| 45–47                      | 馬亞木                                                                               |
| 43                         | 張順宜（已出售給姚志勝）                                                             |
| 42                         | 陳秉志（70%）及朱李月華（30%）（2020年朱太向陳氏統一全層業壦）                       |
| 39                         | 陳秉志林子峰（已拆售共12伙）                                                         |
| 38                         | 山高金融                                                                             |
| 36–37                      | 許薇薇                                                                               |
| 33–35                      | 朱李月華                                                                             |
| 31–32                      | 許榮茂                                                                               |
| 30                         | 盧文端（已出售給佳兆業）                                                             |
| 29                         | 馬亞木                                                                               |
| 28                         | 陳秉志投資者溫太（2019年以逾7.369億元出售給紀惠集團）                                |
| 27                         | 馬亞木（已拆售全層共13伙）                                                           |
| 26                         | 馬亞木（2021年以6.93億元出售給紀惠集團）（2025年7月紀惠以約3.5億元转售給香港律師會） |
| 25                         | 陳秉志（已出售給董建華家族）                                                         |
| 23                         | 蔡志忠                                                                               |
| 22                         | 蔡志忠（已拆售全層共12伙）                                                           |
| 21                         | 盧文端（已拆售半層）                                                                 |
| 20                         | 馬亞木（已出售給董建華家族）                                                         |
| 19                         | 盧文端（2018年以7.6億元出售給紀惠集團）                                              |
| 10–18                      | 星展銀行（香港）                                                                     |
| 9                          | 皓天財經                                                                             |

## 樓層佈局
| 中環中心主樓樓層配置表 | 中環中心主樓樓層配置表                                     |
| 樓層                   | 設施／承租戶                                               |
| 頂部                   | 頂部                                                       |
| ---------------------- | ---------------------------------------------------------- |
| 80                     | 機電層                                                     |
| 79                     | 辦公樓層                                                   |
| 78                     | 辦公樓層                                                   |
| 77                     | 芝加哥商品交易所香港代表處（7711–13室）                    |
| 76                     | 辦公樓層                                                   |
| 75                     | 中國聯通                                                   |
| 73                     | 星展銀行                                                   |
| 72                     | 辦公樓層                                                   |
| 71                     | 機電層                                                     |
| 70                     | 機電層                                                     |
| 69                     | 辦公樓層                                                   |
| 68                     | 晨星（Morningstar）                                        |
| 67                     | 星美集團                                                   |
| 66                     | 雷格斯分租辦公室（部分為印孚瑟斯中國在港辦事處）           |
| 65                     | 辦公樓層                                                   |
| 63                     | 中國多金屬礦業有限公司（6312室）                           |
| 62                     | 辦公樓層                                                   |
| 61                     | 國美電器                                                   |
| 60                     | 中國移動                                                   |
| 59                     | 金融時報                                                   |
| 58                     | 辦公樓層                                                   |
| 57                     | 羅拔臣律師事務所                                           |
| 56                     | 中國首控（5603室）、博銳律師事務所（5605–5607室）          |
| 55                     | 辦公樓層                                                   |
| 53                     | 辦公樓層                                                   |
| 52                     | 辦公樓層                                                   |
| 51                     | 辦公樓層                                                   |
| 50                     | 國浩集團及豐隆銀行香港分行                                 |
| 49                     | 辦公樓層                                                   |
| 48                     | 辦公樓層                                                   |
| 47                     | 辦公樓層                                                   |
| 46                     | 辦公樓層                                                   |
| 45                     | 中國首控（4501–4502，4512–4513室）                         |
| 43                     | 辦公樓層                                                   |
| 42                     | 空中大堂、辦公樓層                                         |
| 41                     | 機電層                                                     |
| 40                     | 機電層                                                     |
| 39                     | 辦公樓層                                                   |
| 38                     | 辦公樓層                                                   |
| 37                     | 中國地能（3709–3710室）                                    |
| 36                     | 辦公樓層                                                   |
| 35                     | 衡力斯律師事務所（3501室）、海爾電器（3513室）             |
| 33                     | 辦公樓層                                                   |
| 32                     | 辦公樓層                                                   |
| 31                     | 智遊網香港分公司（3101室）                                 |
| 30                     | 辦公樓層                                                   |
| 29                     | 辦公樓層                                                   |
| 28                     | 辦公樓層                                                   |
| 27                     | 辦公樓層                                                   |
| 26                     | 辦公樓層                                                   |
| 25                     | 辦公樓層                                                   |
| 23                     | 財訊傳媒（2301室–2303室）、萬方家族辦公室（2306室–2313室） |
| 22                     | 辦公樓層                                                   |
| 21                     | 辦公樓層                                                   |
| 20                     | 辦公樓層                                                   |
| 19                     | 辦公樓層                                                   |
| 18                     | 星展銀行                                                   |
| 17                     | 星展銀行                                                   |
| 16                     | 星展銀行                                                   |
| 15                     | 許林律師行（1502–1505室）                                  |
| 12                     | 辦公樓層                                                   |
| 11                     | 星展銀行                                                   |
| 10                     | 星展銀行                                                   |
| 9                      | 星展銀行                                                   |
| 8                      | 機電層                                                     |
| 7                      | 機電層                                                     |
| 6                      | 電梯大堂                                                   |
| 1                      | 長發花園、商店                                             |
| UG                     | 社區中心等社區設施                                         |
| G                      | 幼稚園                                                     |
| B1                     | 停車場                                                     |
| B2                     | 停車場                                                     |
| B3                     | 停車場                                                     |

### 升降機配置
中環中心升降機服務樓層列表（採用東芝CV90及CL90型號升降機）
- 來往空中大堂之升降機：6、42
- 來往9–19樓之升降機（Zone 1）：6、9–12、15–19
- 來往20–29樓之升降機（Zone 2）：6、20–23、25–29
- 來往30–39樓之升降機（Zone 3）：6、30–33、35–39
- 來往43–52樓之升降機（Zone 4）：42、43、45–52
- 來往53–61樓之升降機（Zone 5）：42、53、55–61
- 來往62–69樓之升降機（Zone 6）：42、62、63、65–69
- 來往72–79樓之升降機（Zone 7）：6、42、72、73、75–79
- 消防及服務升降機：B1、7、9–12、15–23、25–33、35–41、43、45–53、55–63、65–73、75–80
- 消防及服務升降機：B1、G、UG、1、6–12、15–23、25–33、35–43、45–53、55–63、65–73、75–79
- 服務升降機：B1、G
- 服務升降機：B1、G、UG、1
- 停車場專用之升降機：B3–B1、G、UG、6
- 行政人員專用之升降機：G、UG、6–12、15–23、25–33、35–43、45–53、55–63、65–69、72、73、75–79

（不設以下樓層：2樓–5樓，13樓，14樓，24樓，34樓，44樓，54樓，64樓及74樓）

## 公共空間

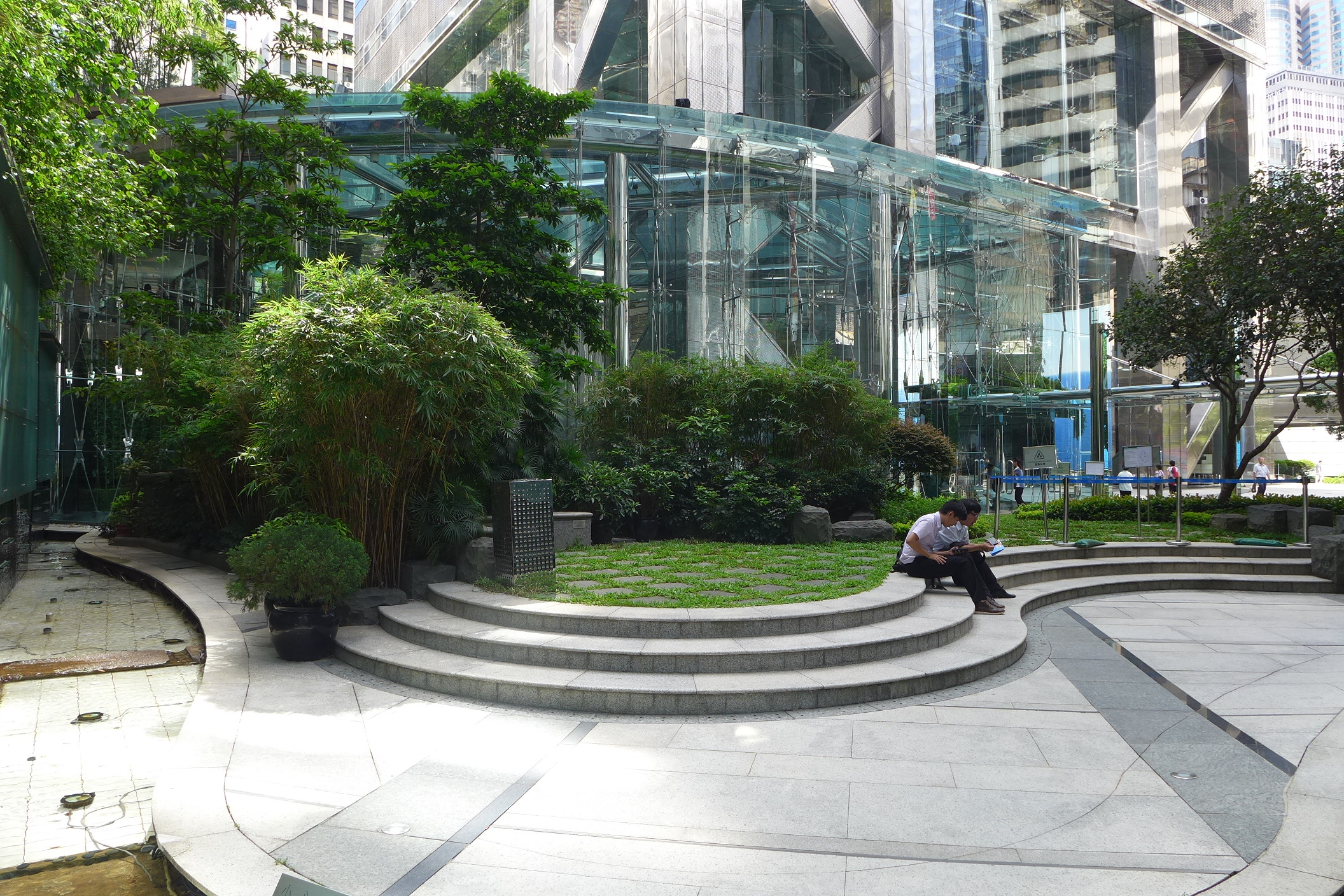
公共空間「長發花園」

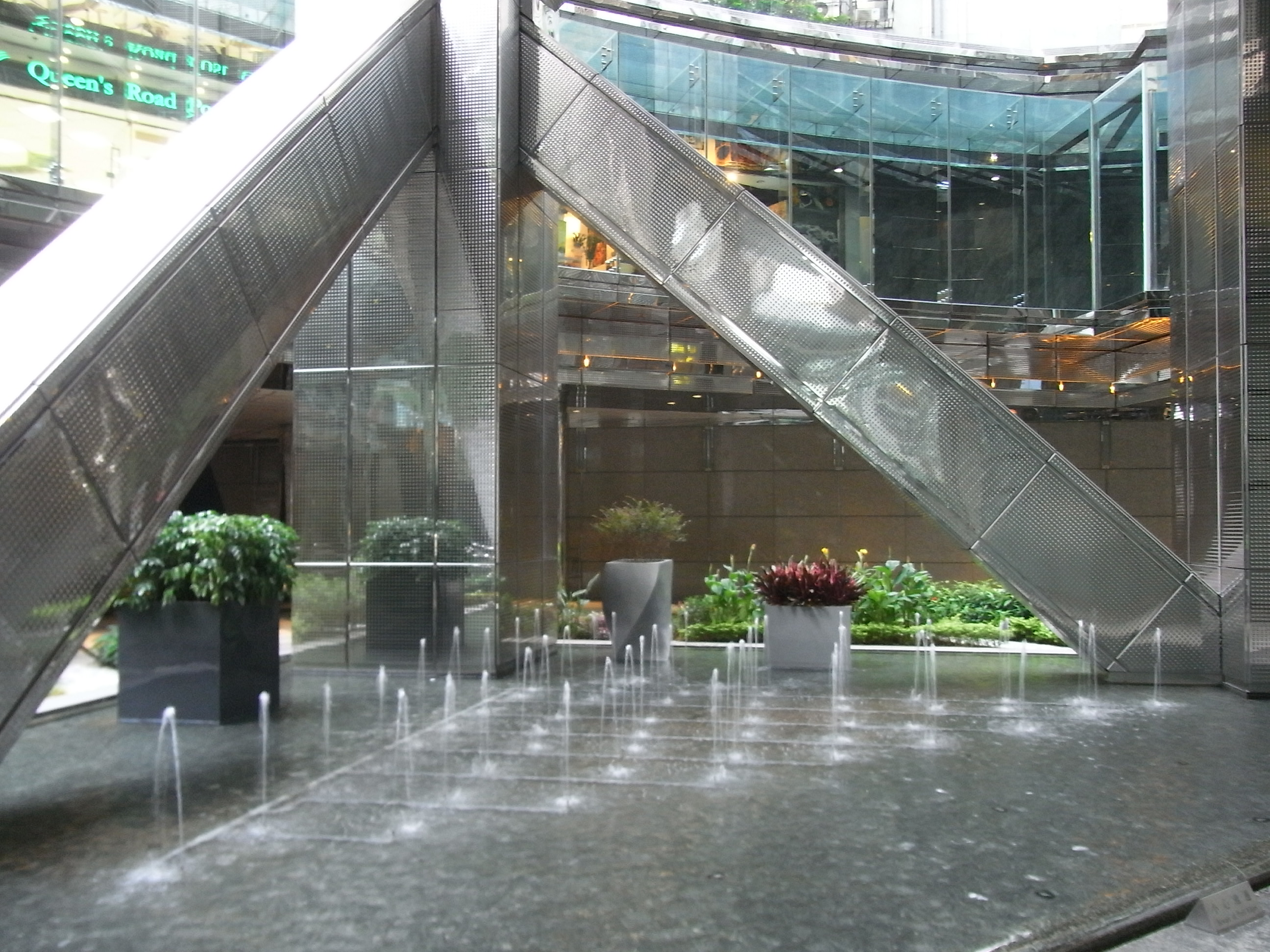
公共空間水池

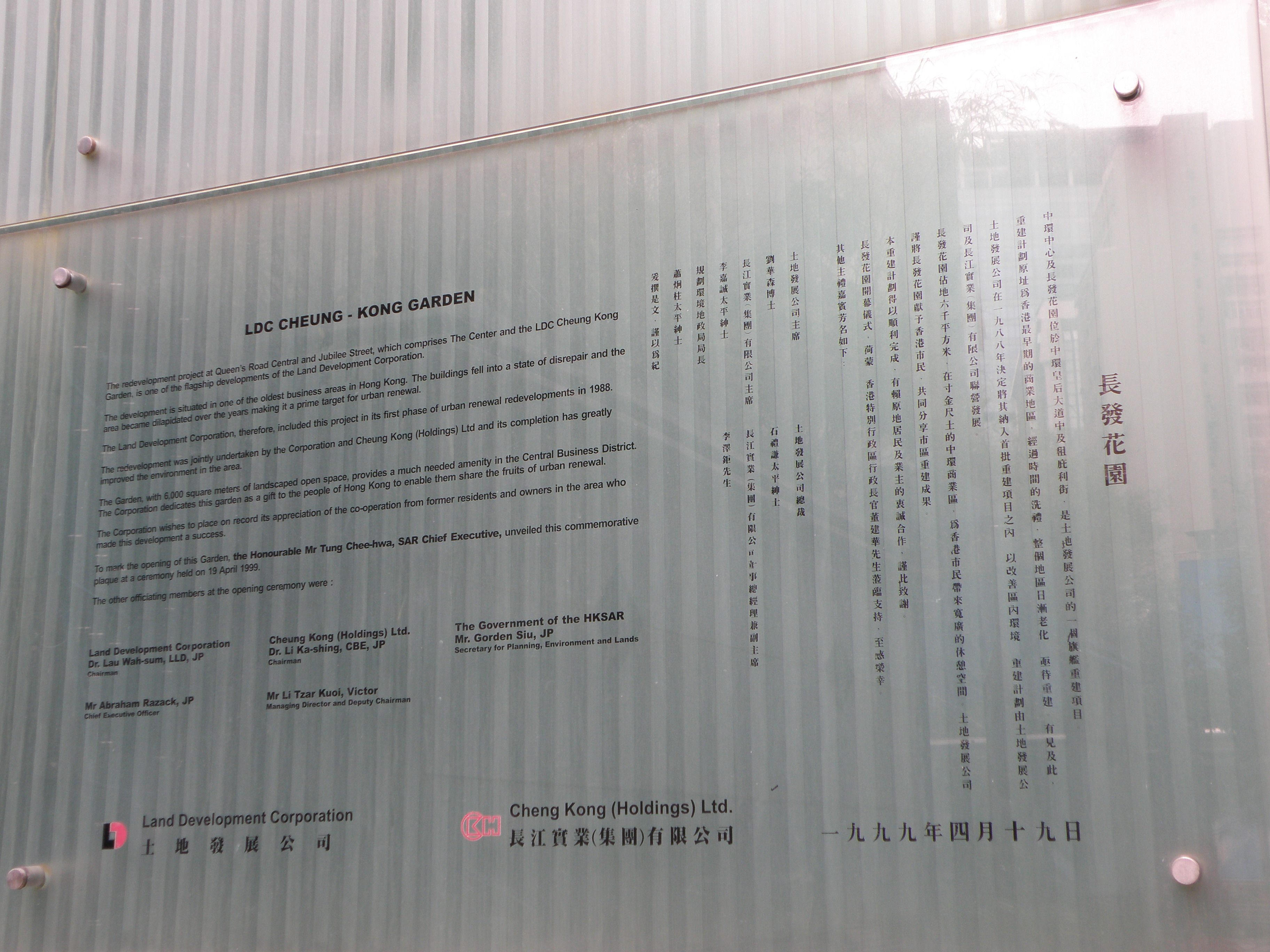
長發花園揭幕牌匾

由於項目是和土地發展公司合作，目標志在重建舊區，改善社區環境為先，賺錢只是其次。所以在發展計畫上規定要預留公共空間，開設園林，供市民享用。公共空間命名為「長發花園」，佔地6,000平方米。花園旁曾經設有全港第二台，由SONY製造的JumboTron巨型顯示屏幕，為市民提供財經新聞及最新資訊，現時已經拆走。

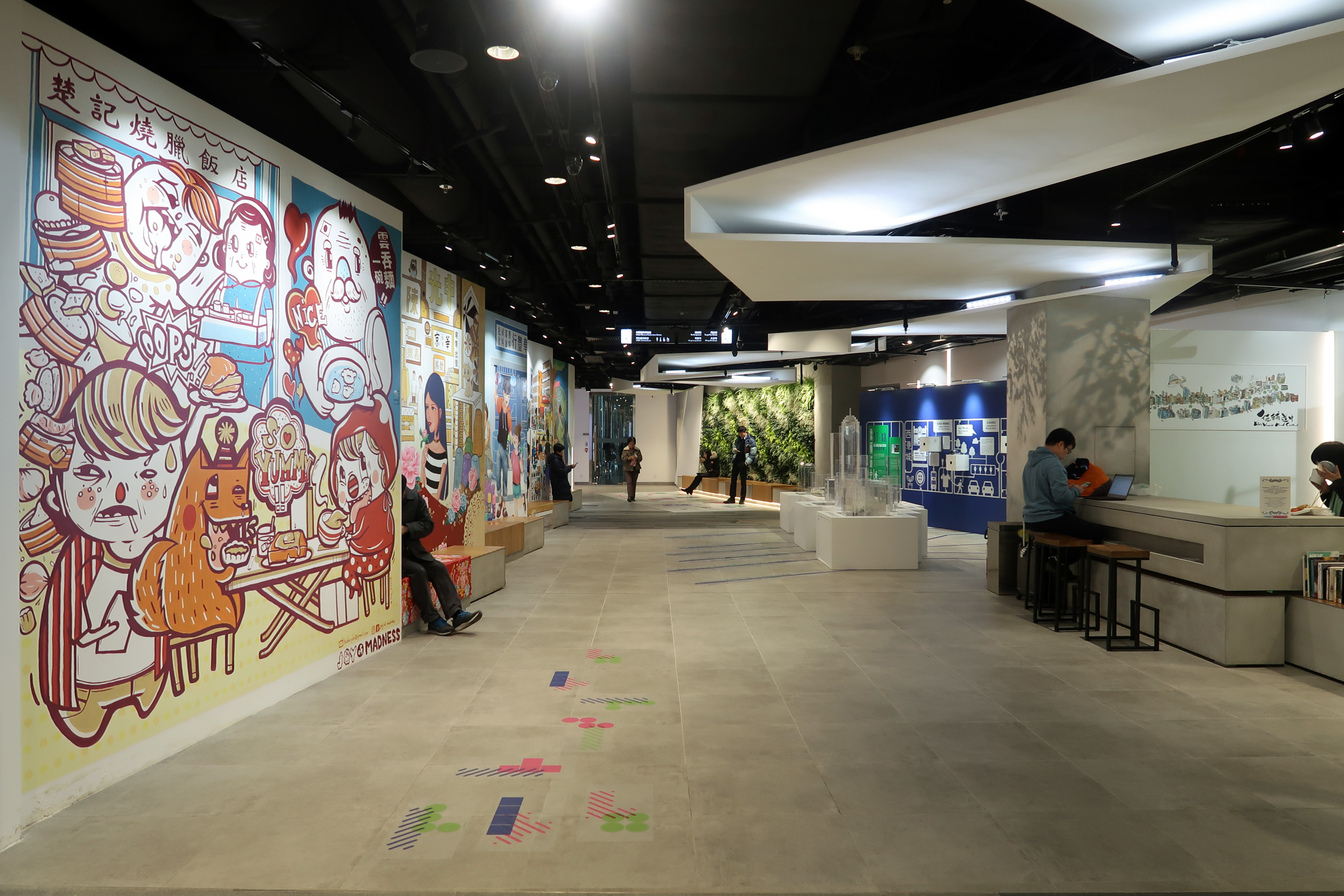
H6 CONET 社區空間

重建計劃亦提供3,000多平方米政府╱團體及社區設施用地。2017年，地下約2.8萬呎的「政府、機構及社區設施用地」空間完成翻新，命名為「H6 CONET」，同年10月27日開放予公眾使用。內設市區更新探知館和社區空間讓社區團體進行藝術創作、舉辦展覽及表演之用、其他設施包括市區更新探知館、七間社會服務團體的服務中心和2600呎多用途活動室供公眾使用。空間亦連接區內的機利文新街、機利文街、永安街、同文街、興隆街及鐵行里6條街道。

## 長實就業權相關爭議
1997年雙方另立修訂協議，長實向土發公司支付19.47億元保證利潤，以買斷中環中心的權益。1999年項目完成後，雙方仍就保證利潤的餘額爭持不下。

## 轉讓紀錄
- 1999年土地發展公司以25.67億元出售中環中心部分地下及地庫舖位，以及9至12樓、15至18樓等共約20餘萬平方呎樓面給國浩集團（其後再轉讓予當時屬國浩旗下的道亨銀行[12]即現時星展銀行（香港））。
- 1999年長實集團以逾78.8億元，向土地發展公司購入中環中心48層樓面。
- 2000年底，天時軟件（現為天時資源）以1.78億元，向長實購入中環中心頂樓79樓作總部，當時平均每方呎達13,500元，創當年商廈呎價新高紀錄。
- 2005年7月天時軟件（現為天時資源）以1.59億元出售中環中心79樓全層給裕泰興家族成員羅守輝旗下尖東廣場有限公司，蝕1,981萬元。
- 2008年2月16日裕泰興家族成員羅守輝旗下尖東廣場有限公司以2.93億元，呎價22175元，出售中環中心79樓全層給韓資基金Magic Ace Co Limited。
- 2010年11月利承武及有關人士以3.38億元，呎價25,580元，向韓資基金購入中環中心頂樓79樓。
- 2016年6月28日 利承武及有關人士以5億元出售中環中心79樓全層給蔡華波。
- 2017年1月5日 太和控股以5.36億港元收購大股東蔡華波的全資子公司Tai Infinite Holdings Limited全資擁有Excel Fine Holdings Limited，後者主要資產為中環中心頂樓全層。
- 2017年9月21日太和控股以股權轉讓形式出售Excel Fine Holdings Limited全部已發行股本，總代價7.38億元。Excel Fine持有中環皇后大道中99號中環中心79樓頂樓全層。物業面積約13,213方呎，成交呎價高達55,854元，創全港商廈呎價新高紀錄。買家為啟潤國際有限公司，公司註冊處資料顯示，該公司董事為石金禹（SHI, JINYU），與內地發展商君豪置業集團董事長同名。
- 2017年11月1日，長實集團公布以402億元作價出售中環中心入口大堂樓層的1至6號舖，及19–23樓、25–33樓、35–39樓、43樓、45–53樓、55–59樓、61–63樓、65–69樓、72樓、75–78樓，地下1層至地下3層的402個泊車位和地下上層、入口大堂樓層、6樓、42樓及天台頂層之展示空間權益，合共涉及樓面122萬方呎（75%權益），平均呎價32,921元，買家為「中國港澳台僑和平發展亞洲地產有限公司」（中國國儲能源為首財團，中國石油、北京市人民政府及中共中央對外聯絡部等六個國家機關/企業為大股東）。長實收益145億元。[13][14]
- 2017年11月星展銀行持有的中環中心9樓全層以5.94億元轉讓予一間皓天財經集團持有的非香港註冊的公司Delta Consultancy Group Company Limited，全層面積19,741方呎，呎價3萬元。
- 2018年2月27日，北京市人民政府、中國石油為首財團將其佔有中環中心權益售予世茂房地產主席許榮茂及金利豐行政總裁朱李月華，以及其他有份購入的投資者。據聞此項轉讓是因為內地國策禁止國有企業大量投資非核心業務而致。
- 2018年7月25日，由資深投資者蔡志忠持有的中環中心22樓，分間12個單位放售，最細面積約1,600方呎，入場費約7,000萬元。
- 2018年9月16日，國浩集團以13.3億港元，向張順宜購入中環中心50樓全層，國浩集團為物業原租客，相信是轉租為買。
- 2018年10月11日，合生創展以11.18億港元，向張順宜購入中環中心49樓全層，並擬將物業作為集團香港辦事處，相關物業面積約25695方呎。[15]
- 2020年8月，朱李月華以約4億向陳秉志購入中環中心42樓中轉樓層七成業權。[16]
- 2020年10月15日，合生創展向陳秉志購入中環中心48樓全層，作價為9.8億港元。[17]
- 2021年4月，佳兆業集團向陳秉志以8.13億港元購入中環中心38樓。同年11月，山高金融向佳兆業集團購入中環中心38樓。[18]
- 2021年7月，董建華家族向陳秉志以6.74億港元購入中環中心25樓。同年10月，董建華家族向馬亞木家族購入中環中心20樓。[19]
- 2024年9月，星展銀行以7億港元向陳秉志購入中環中心66樓全層。[8]同年11月，星展銀行以6.46億港元向陳秉志購入中環中心75樓全層。[7]

## 商場商戶名單

### 現時及即將開幕商戶
- 華御結 （1樓2A號舖）
- 瑞幸咖啡 （1樓2B號舖）
- soho bánh mì（1樓2D號舖）
- WeBite Space（1樓3號舖）
- 太平洋咖啡（1樓4號舖）
- Dozy（1樓5B號舖）
- Tour Mechanics（1樓6號舖）

### 已結業商戶
- 1樓1號舖：美心MX/Pret A Manger
- 1樓2A及2B號舖：皇后大道郵政局
- Cedele（1樓2C號舖）
- 1樓3號舖：大家樂/茶王冰室 Tea Master/Good Cafe
- Subway（1樓4號舖）
- 1樓5A號舖：大班麵包西餅/Lil'Saigon
- Mayfair Coffee（1樓5B號舖）
- Lassana Coffee（1樓5B號舖）

## 鄰近建築
- 中環街市
- 中環至半山自動扶手電梯系統

## 圖集
- 中環中心地下大堂
- 從下向上望中環中心
- 位於中環中環中心的大型螢幕顯示屏，現時已經拆走
- 中環中心發展商及建築公司資料

## 外部連結
- 中環中心基本資料（页面存档备份，存于）
- 摩天漢世界的介紹
- 中環中心電梯分佈
- 中原工商舖中環中心物業資料庫 （页面存档备份，存于）